# تيفاني أند كومباني
واحدة من أكبر الشركات الأمريكية مختصة بالذهب والمجوهرات والحلي تأسست سنة 1837 في مدينة نيويورك اسهم الشركة مدرجة في بورصة نيويورك يقدر عدد موظفيها ب7000 موظف سنة 2004 وارباحها اقتربت من 3 مليارات دولار سنة 2007

## تاريخها
أسس الشركة كل من (تشارلز لويس تيفاني) و (تيدي يونج) وكانت في بادئ الامر متجر حاجات تنكرية ومكتبة قرطاسية وفي عام 1853 عندما أستلم تشارلز الشركة ابتدئ ببيع المجوهرات وبدأت الشركة بالتوسع وتم الاستحواذ على الشركة من قبل (فيلادالفيا انفيسمنت كومباني ) وتمتلك الشركة حاليا متاجر فخمة في معظم دول العالم وقد اتخذت الشركة من عام 1940 حتى الآن في الجادة الخامسة في نيويورك مقرا لها يعتبر من أشهر المباني في مدينة نيويورك .